# Antal Újváry
Antal Újváry (Budapest, 16 marzo 1907 – Budapest, 27 aprile 1956) è stato un pallamanista ungherese.

## Carriera
Ha partecipato alle Olimpiadi estive del 1936, nella quale la sua nazionale ha raggiunto il quarto posto, il suo ruolo era quello di portiere e le partite che egli ha disputato in quel torneo furono tre.